# 山﨑直樹
山﨑 直樹（やまざき なおき、1949年6月25日 - ）は、日本の芸能プロモーターで芸能事務所アップフロントグループ代表取締役会長、日本映像事業協同組合理事。

## 来歴
千葉県生まれ。明治大学法学部中退後、エレックレコード、アルジェ音楽出版、日本フォノグラムなどに勤めたのちに細川健が率いるヤングジャパングループの子会社ポリスターに移り制作部長を務め、株式会社カレイド（現在のポリスター出版）の代表取締役を兼務した。
ヤングジャパングループ（2012年現在も会社としては存続）は1983年以降所属タレントが別会社（ヤングジャパンの子会社を含む）への移籍が相次ぎ、旧グループ系列の子会社数社の合併でアップフロントエージェンシー（現：アップフロントプロモーション）が誕生。1987年山崎は三代目代表取締役社長に就任した。アップフロントエージェンシー（当時）はその後分社化を経て、数々の子会社を持つアップフロントグループとなった。2002年6月に社長を退任し、会長に就任。

## 人物
音楽系プロモーターとして活動。1980年代には森高千里、1990年代には「モーニング娘。」、2000年代には松浦亜弥等の時代の人気を極めた女性アイドルを送り出す。一方、あまりマスコミには登場せず詳細な人物像について不明な点が多い。東京を拠点として活動しているが、出身地の千葉県流山市鰭ヶ崎に複数の個人事務所の登記上の本店を置く。

### ハロー!プロジェクトを指揮か
田中義剛のブログによれば、松浦亜弥をオーディションで採用合格させた理由として、自身の誕生日と血液型が一致していたことが挙げられていた。
マスメディアにおける発言・意思表示は唯一、雑誌「サイゾー」2000年10月号にて本人名義のインタビューでモーニング娘。のプロデュースについて語った記事が掲載されたことのみである。このインタビューでは「音楽的な側面はある程度つんく♂に任せているものの、全ての最終的な決定は自分が行っており、モーニング娘。の真のプロデューサーはつんく♂ではなく自分」という意味のそれまでのASAYAN（テレビ東京）の演出を全否定するような発言を行った。

### マスコミに出ない
山崎は他の芸能事務所社長のようにマスコミに登場せず、1995年当時の事務所の所属タレントだった有賀さつきとの不倫問題の際にも、有賀のみが登場した。

### 人物
- 瀬戸由紀男

### その他
- ポリスター - かつては経営資本に参画していた。
- アリス
- 同族経営